# Châu Bình, Nghệ An
Châu Bình là một xã thuộc tỉnh Nghệ An, Việt Nam.

## Địa lý
Xã Châu Bình có vị trí địa lý:
- Phía Đông giáp xã Nghĩa Mai và tỉnh Thanh Hóa
- Phía Nam giáp xã Tam Hợp
- Phía Tây giáp xã Quỳ Châu
- Phía Bắc giáp xã Quỳ Châu

Xã Châu Bình có diện tích tự nhiên 130,91 km2.

## Dân số
Xã Châu Bình có quy mô dân số 11.038 người.